# Apus pallidus
El vencejo pálido (Apus pallidus) es una especie de ave apodiforme de la familia Apodidae propia del sur de Europa, Oriente próximo y África. 

## Descripción

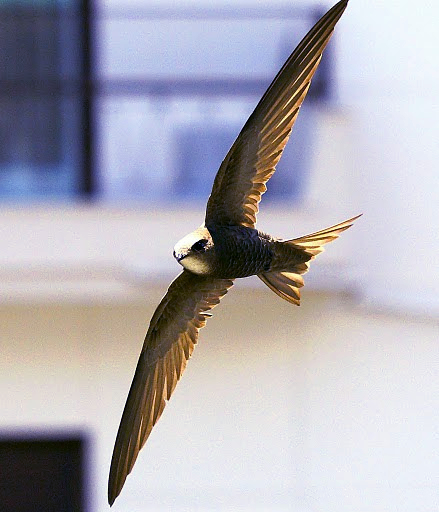
Ejemplar en Grecia.

El vencejo pálido tiene un tamaño y aspecto similar al vencejo común (Apus apus) aunque como indica su nombre es de tonalidad más clara. Es un ave de largas alas, cola ahorquillada y patas cortas, que mide de pico a cola de 16 a 17 cm y tiene una envergadura alar de entre 42 y 46 cm. Su plumaje es de color pardo grisáceo salvo su garganta que es blanquecina. Se diferencia del vencejo común, además de por su tono difícil de apreciar en vuelo, porque la zona blanquecina de su garganta es más extensa y sus alas son ligeramente menos apuntadas y tienen sus bordes frontales algo más oscuros. Como en los demás vencejos los juveniles presentan los bordes de las plumas claros.

## Taxonomía y etimología
El vencejo pálido fue descrito científicamente por el naturalista inglés George Ernest Shelley en 1870, con el nombre de Cypselus pallidus. Posteriormente fue reagrupado en el género Apus, que había sido creado en 1777. La etimología del nombre de su actual género Apus proviene del griego antiguo apous (άπους) que significa «sin pies», en alusión a sus costumbres aéreas. En cambio su nombre específico procede del latín, pallidus,  significa pálido, en coincidencia con su nombre en castellano. Se reconocen tres subespecies:
- Apus pallidus brehmorum - se encuentra alrededor de la mayor parte del mar Mediterráneo, las islas Canarias y Madeira;
- Apus pallidus illyricus - presente en el noroeste de la península balcánica;
- Apus pallidus pallidus - está diseminado por el norte de África (Mauritania, Níger, Chad y Egipto) y también por Oriente medio.

## Distribución y hábitat

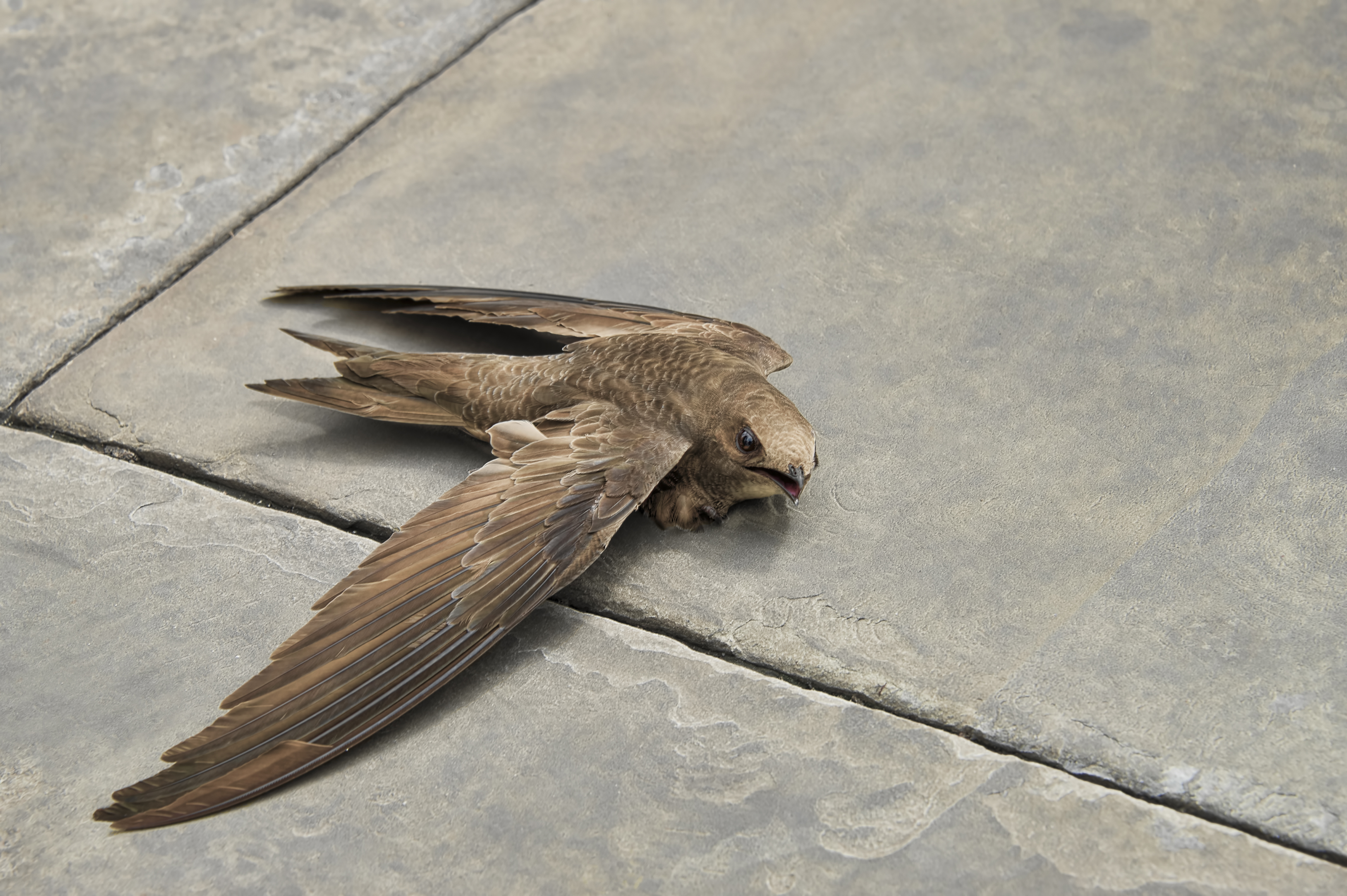
Juvenil herido en el suelo.

Su zona de cría se extiende alrededor del mar Mediterráneo y las regiones costeras de Oriente próximo, también ocupa algunas zonas diseminadas del interior del norte de África, las islas Canarias y Madeira. 
Frecuenta las zonas costeras y montañosas, puesto que anida en grietas de los acantilados y barrancos, y además de en cuevas, aunque también puede encontrarse alimentándose sobrevolando cualquier hábitat circundante, incluidas las poblaciones humanas.

### Migración
Al terminar la época de reproducción migra a África para pasar el invierno en una amplia franja al sur del Sáhara, y también a las costas del este de Irán y oeste de Pakistán.
Un estudio de seguimiento de vencejos pálidos que crían en Gibraltar, a través de tecnología GPS, ha demostrado que tienen múltiples áreas de invernada africanas al sur del Sáhara que habitan en determinadas épocas del año. Un individuo que fue seguido durante dos inviernos consecutivos, mostró una fidelidad notable a las áreas visitadas en África entre años. El estudio también respalda hallazgos previos de una existencia totalmente aérea en vencejos fuera de la temporada de reproducción, con dos vencejos pálidos que no dieron indicios de aterrizaje.

## Comportamiento

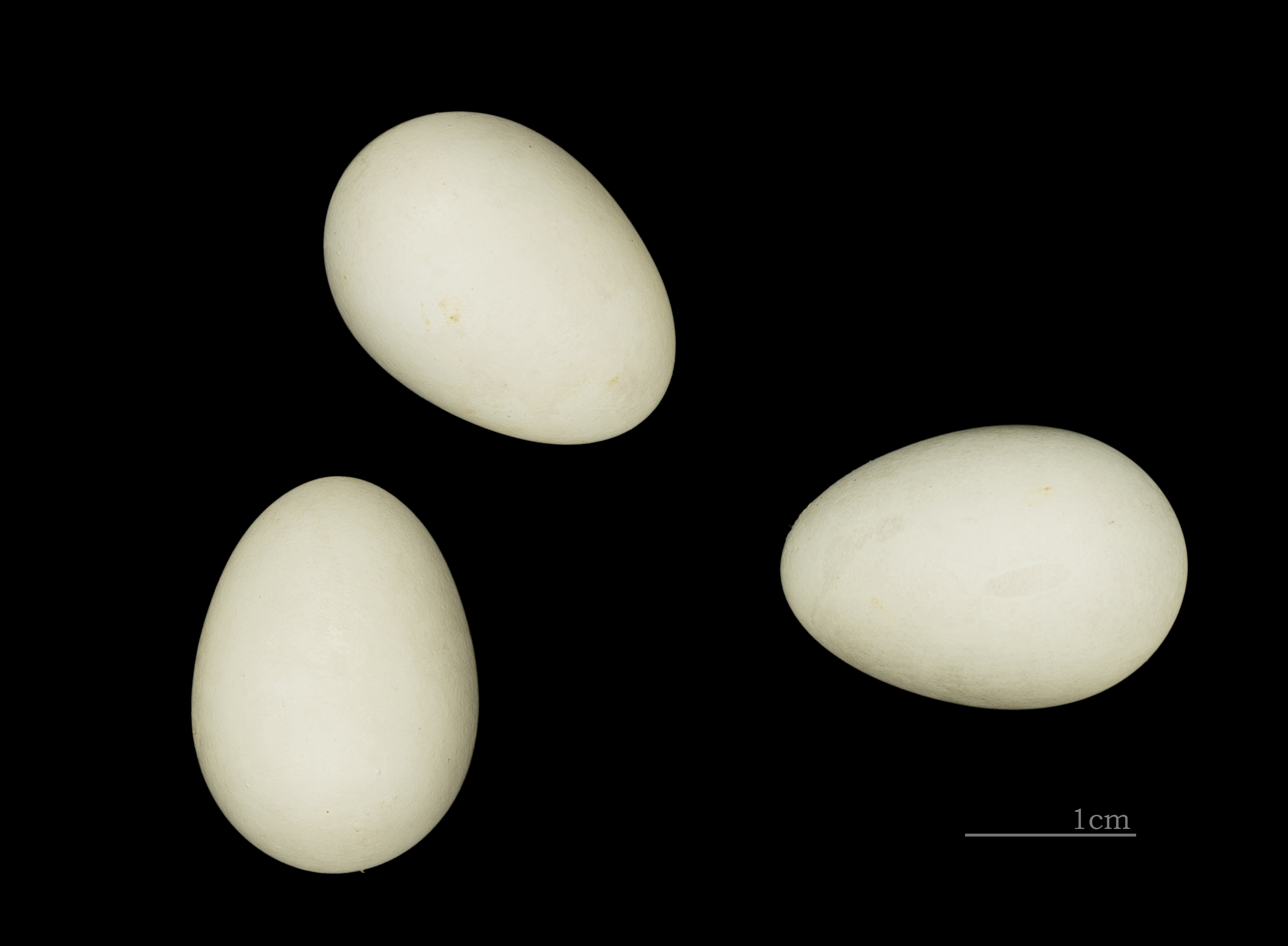
Huevos de vencejo pálido.

Como los demás vencejos pasa la mayor parte del año volando sin posarse. Se alimenta atrapando con su boca insectos al vuelo, también puede atrapar arañas. También es capaz de beber y dormir en pleno vuelo. Su voz, un grito disilábico, es muy característico, un poco más grave que el del vencejo común y más áspero. Nidifica generalmente de mayo a junio, poniendo de 2 a 3 huevos en cavidades sin revestir, en grietas de riscos, cuevas, además de tejados y oquedades de muros y edificios. Puede realizar 2 nidadas por temporada. Culminando así el periodo de cría de muchos ejemplares en octubre y excepcionalmente se pueden avistar a principios de noviembre.